# Neosalurnis teralis
Neosalurnis teralis är en insektsart som beskrevs av Medler 1992. Neosalurnis teralis ingår i släktet Neosalurnis och familjen Flatidae. Inga underarter finns listade i Catalogue of Life.